# アルベール・ジョゼフ・ペノー
アルベール・ジョゼフ・ペノー（Albert Joseph Pénot、1862年2月28日 - 1930年10月17日）は、女性のヌード画で知られているフランスの画家。今日では、彼は再評価されており、暗く不気味なテーマで女性を描いた絵画作品が中心となっている。

## 略歴
父親は店員で母親はコックで、両親はパリで結婚した。ペノーは母親の故郷のフランス北部ムルト＝エ＝モゼル県のエルマメニル(Xermaménil)の祖父母の家で生まれた。パリ国立高等美術学校でガブリエル・フェリエールに絵画を学んだ。 フランス芸術家協会の展覧会に出展し、1903年に佳作を受賞し、1908年に3位のメダルを獲得した。

## スタイルと主題
ペノーは女性の解剖学的に正確な描写に懸念がある。彼の作品の暗黙の焦点は独特な女性の体つきであり、描かれた人物を取り巻く世界は、霧のような空気や影と光の斑模様以外ではほとんど描かれない。背景は曖昧であるものもあり、典型的には霧で覆われていて、人物の身体を明らかに優先させている。しかし、ペノーは女性のヌード以外でも多様な芸術性を持っている。上流社会における男女や、教会の描写も彼が描く主題の一つだった。

## 作品
イギリスのバイヤーにより作品『蝙蝠女』が137,500ポンドで購入された。

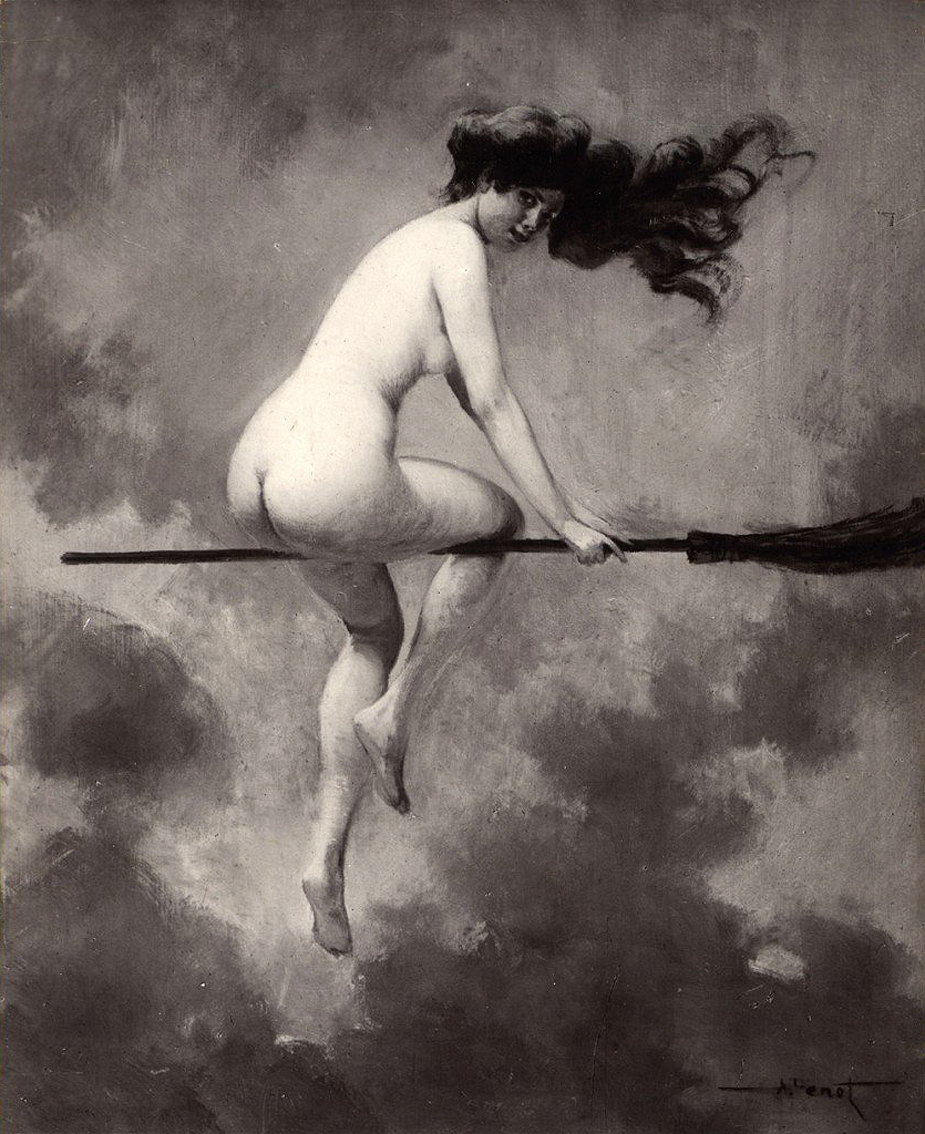
『サバトへの出発』(1910)
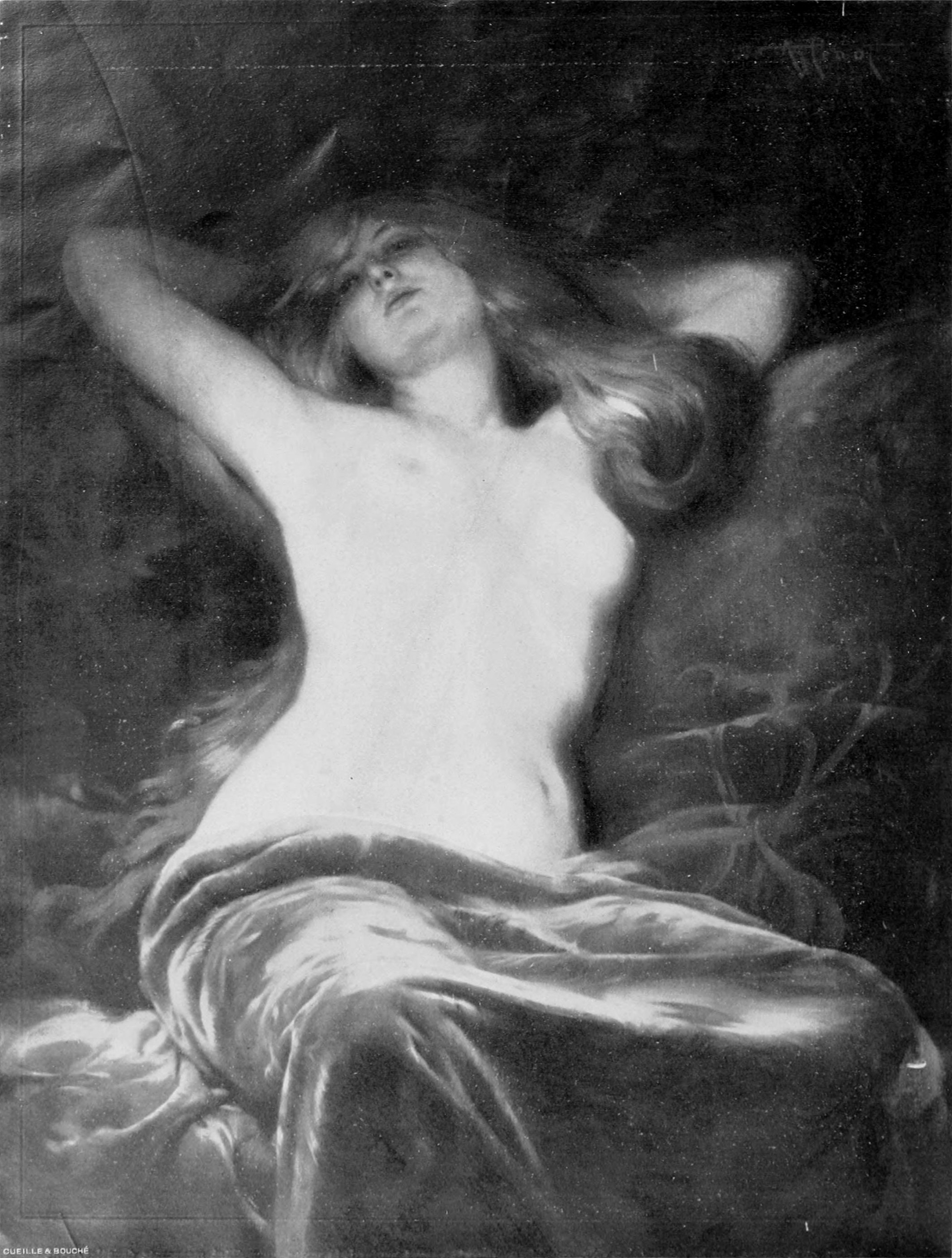
Abandon
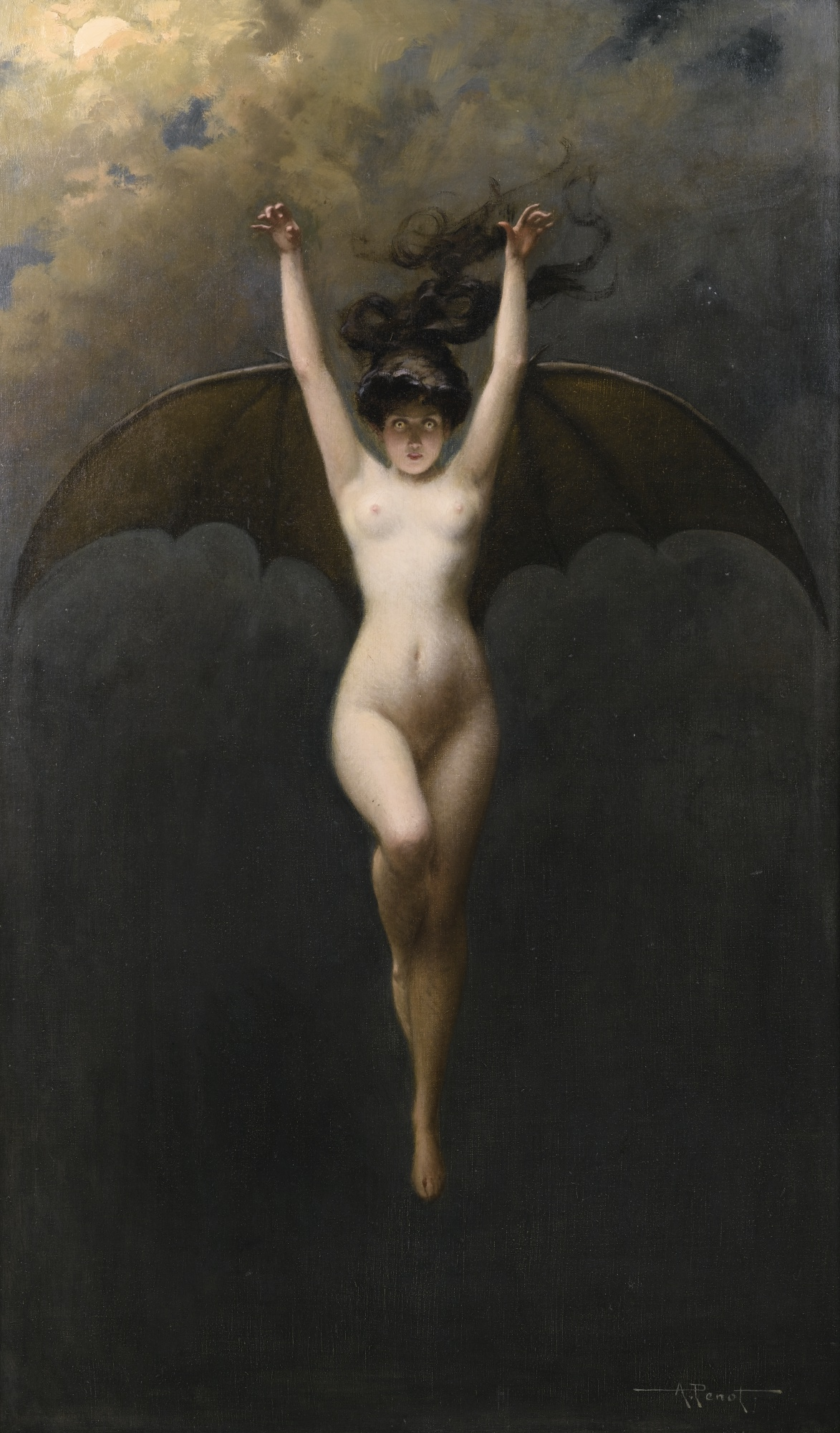
『蝙蝠女』(c.1890)
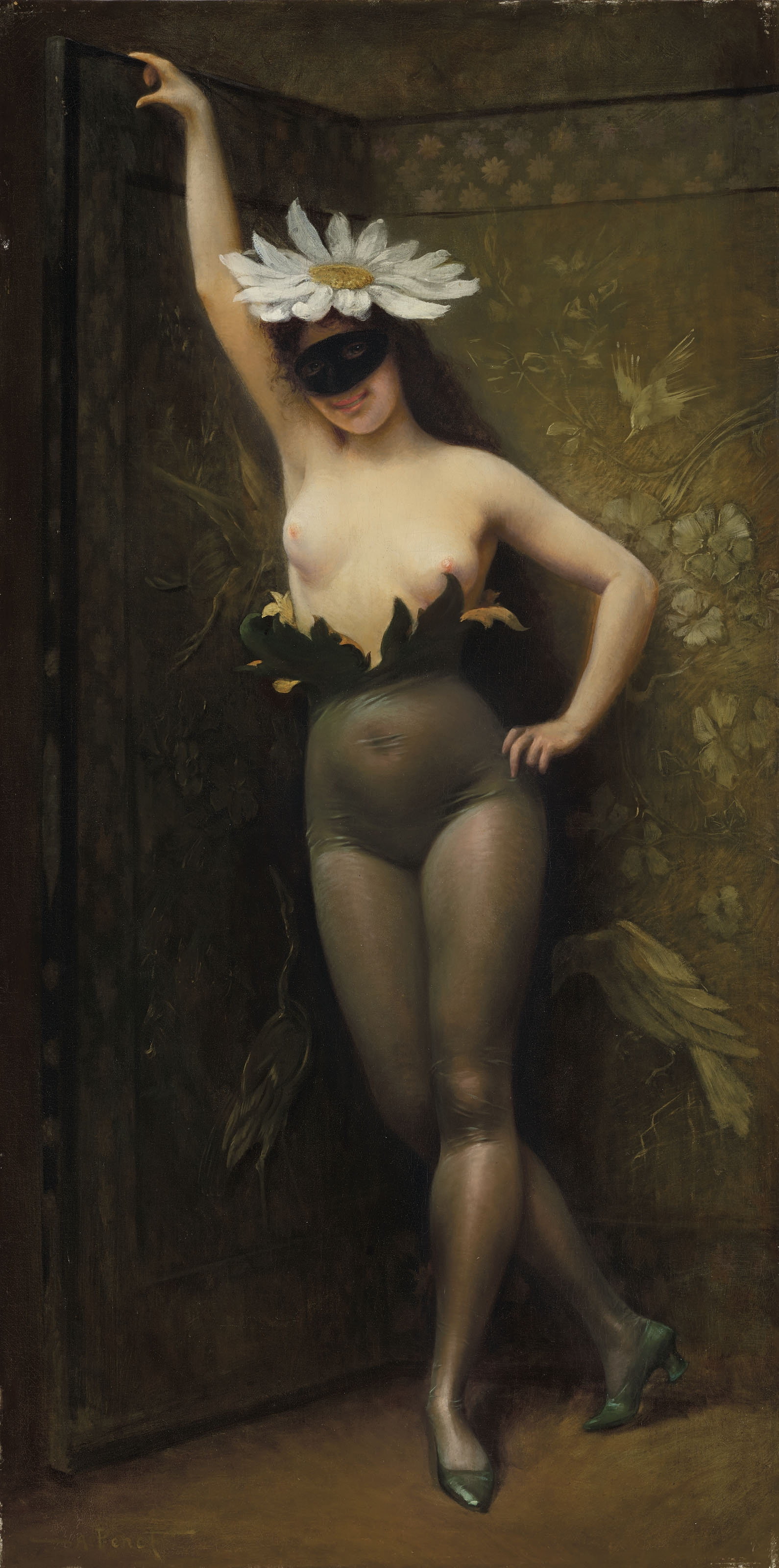
『花女』